# Contrôle parlementaire de l'administration
Le Contrôle parlementaire de l’administration (CPA) est le service d’évaluation de l'Assemblée fédérale, c’est-à-dire le parlement suisse. Il l’aide à procéder à l’évaluation de l’efficacité, une tâche qui est attribuée à ce dernier par la Constitution (art. 170 de la Constitution fédérale).

## Tâches
Le CPA travaille sur mandat des commissions parlementaires.
- À la demande des Commissions de gestion (CdG) du Conseil national et du Conseil des États, il réalise des études sur la légalité, l’opportunité et l’efficacité des activités des autorités fédérales.
Il signale aux CdG les sujets qu’il serait opportun d’examiner du point de vue de la haute surveillance parlementaire.
- À la demande des CdG ou d’autres commissions parlementaires, il contrôle la qualité des évaluations demandées par l’administration fédérale et leur prise en compte dans les processus décisionnels[1].

## Déroulement des évaluations réalisées par le CPA
Les évaluations sont des analyses scientifiques. Pour les effectuer, le CPA suit la procédure suivante : 
1. Mandat : les CdG des deux conseils chargent le CPA de procéder à une évaluation ou statuent sur une proposition d’évaluation émanant d’une autre commission.
2. Esquisse de projet : le CPA élabore une esquisse de projet qui comprend généralement plusieurs propositions d’analyse. La commission compétente décide de la proposition qui sera retenue. À partir de ce moment, le CPA travaille en toute indépendance.
3. Concept de recherche : le CPA précise, dans un concept de recherche interne, les questions qui seront abordées, les critères d’évaluation ainsi que la méthode scientifique suivie. En outre, il y définit les ressources nécessaires et le calendrier du projet.
4. Réalisation : le CPA se procure les informations et la documentation nécessaires directement auprès des services fédéraux concernés. Il dispose de droits en matière d’information particulièrement étendus, qu’il peut transmettre aux expertes et experts qu’il mandate.
5. Rédaction du rapport : le CPA consigne les résultats de l’évaluation dans un projet de rapport, qu’il soumet pour avis aux services fédéraux concernés. Il présente le rapport définitif à la commission compétente.
6. Publication : la commission compétente tire les conclusions politiques de l’évaluation du CPA et formule, le cas échéant, des recommandations à l’intention des autorités ou dépose des interventions parlementaires. Le rapport du CPA est ensuite publié, pour autant qu’aucun intérêt digne de protection ne s’y oppose.

## Bases légales et environnement institutionnel du CPA
Soucieuse de renforcer la haute surveillance parlementaire, l’Assemblée fédérale a décidé, en 1990, de mettre en place un service professionnel – le CPA – chargé de planifier et d’exécuter des évaluations sur mandat des commissions parlementaires. Pour s’acquitter des mandats qui lui sont confiés, principalement par les CdG, le CPA dispose de droits étendus en matière d’information (art. 10 de l’ordonnance sur l’administration du Parlement en relation avec les art. 67, 153 et 156 de la loi sur le Parlement) : 
- Le CPA a le droit d’interroger directement tous services ou toutes autorités ou personnes assumant des tâches pour le compte de la Confédération et d’obtenir d’eux toutes les informations et les documents dont il a besoin.
- Les autorités ne peuvent pas invoquer le secret de fonction pour se soustraire à leur obligation d’informer.
- Le CPA peut mandater des experts externes et leur transmettre les droits dont il dispose en matière d’information.

Bien que travaillant exclusivement sur mandat des commissions parlementaires, le CPA exerce son activité en toute indépendance. Il fait partie des Services du Parlement et est rattaché administrativement au secrétariat des CdG.

## Utilisation des évaluations du CPA par les CdG
En règle générale, les CdG formulent, en se fondant sur les évaluations du CPA, des conclusions et recommandations politiques, qu’elles adressent au Conseil fédéral (ou aux organes dirigeants des tribunaux fédéraux) et qu’elles publient la plupart du temps. Ce faisant, elles accroissent notamment la pression publique exercée sur le Conseil fédéral. Celui-ci est tenu de prendre position sur les recommandations formulées, mais il n’est pas obligé de les mettre en œuvre. Entre 2012 et 2019, il a approuvé entièrement ou partiellement, dans ses premières prises de position, plus de 80 % des recommandations reçues, se déclarant disposé à les mettre en œuvre. Ce taux élevé d’approbation est toutefois quelque peu trompeur. Dans une majorité de cas, les CdG n’ont en effet pas été satisfaites de la première prise de position de l’exécutif, et sont revenues à la charge en demandant par exemple des informations plus précises au Conseil fédéral. Les CdG peuvent également utiliser les interventions parlementaires comme moyen de pression supplémentaire. Entre 2012 et 2019, elles ont déposé cinq postulats en lien avec trois évaluations, qui ont tous été adoptés par le conseil concerné.
Les mesures demandées au Conseil fédéral varient d’une recommandation à l’autre. Elles peuvent consister en des changements d’organisation, des projets informatiques ou encore des adaptations de bases légales, d’ordonnances ou de directives.
Les CdG mettent un terme à leurs enquêtes lorsqu’elles sont satisfaites de la façon dont le Conseil fédéral entend mettre en œuvre leurs recommandations. Environ deux ans plus tard, elles vérifient, dans le cadre de contrôles de suivi, la mise en œuvre effective de ces recommandations. Le CPA peut les aider dans cette tâche et, si nécessaire, clarifier des questions spécifiques au moyen d’évaluations succinctes.